# Bastian Buus

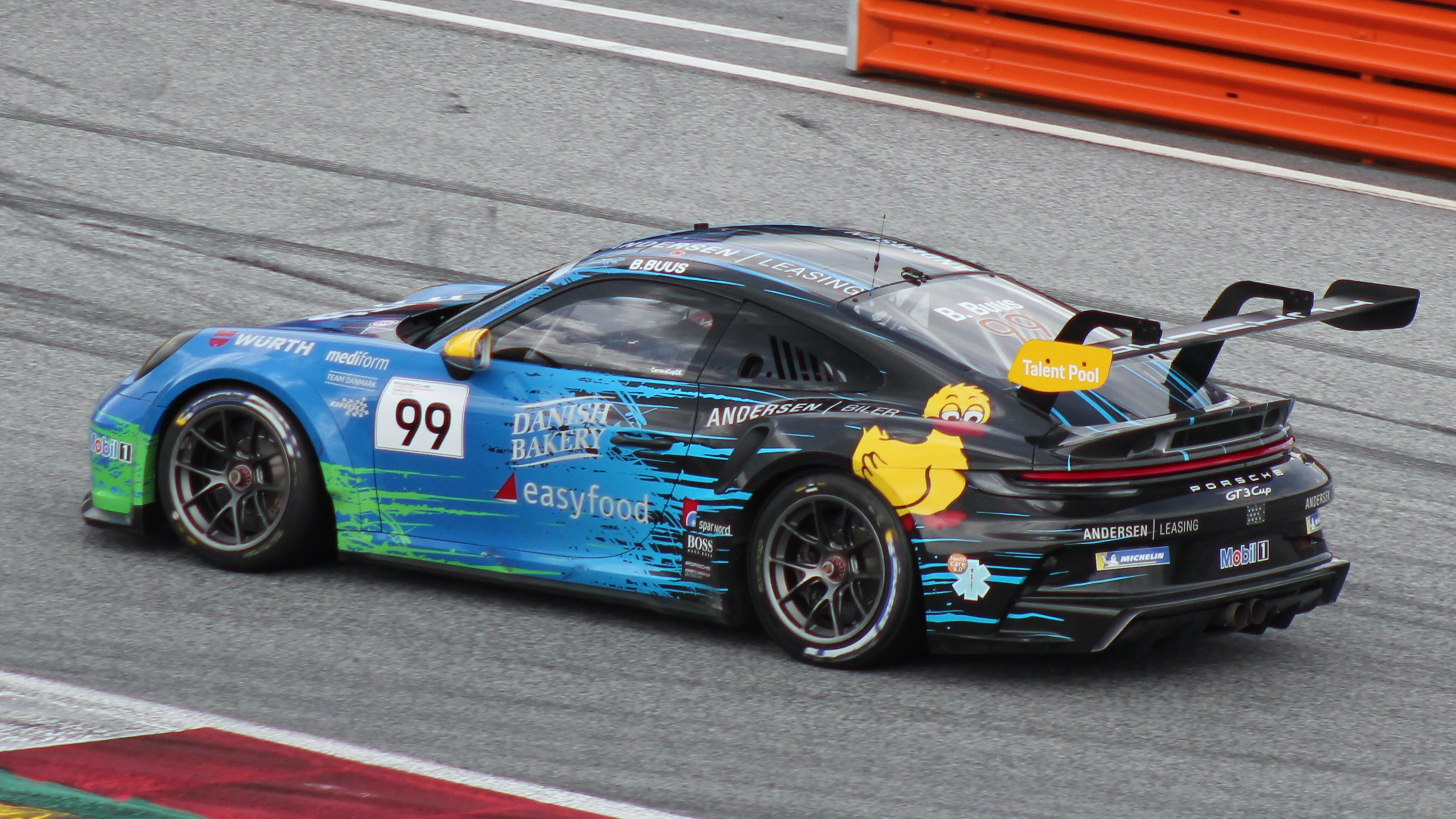
Bastian Buus beim Rennen zum Porsche Carrera Cup Deutschland 2021 auf dem Red Bull Ring

Bastian Buus (* 19. Juni 2003) ist ein dänischer Automobilrennfahrer.

## Karriere
Bastian Buus begann seine Motorsportkarriere im Kartsport. Dort fuhr er von 2014 bis 2019 in der Dänischen, Deutschen und in internationalen Kartmeisterschaften. 2015 gewann er in der Cadet Junior-Klasse der Dänischen Kartmeisterschaft den Vize-Meistertitel.
Parallel startete er 2018 im Aquila Synergy Cup und wurde Vizemeister.
2020 stieg er im GT-Motorsport ein und trat für das Team Allied Racing mit einem Porsche 718 Cayman GT4 Clubsport in der GT4 European Series und zu zwei Rennen in der DTM Trophy an. In der GT4-Meisterschaft gewann Buus mit sieben Siegen bei 12 Rennen den Meistertitel in der ProAm-Cup-Wertung. Im folgenden Jahr startete er nur zu zwei Rennen in der GT4 European Series.
Von 2020 bis 2023 trat er im Porsche Carrera Cup Deutschland mit dem Team Allied Racing an. Dort erreichte er 2021 mit dem siebten Platz sein bislang bestes Resultat in der Markenmeisterschaft.
Seit 2022 startet Buus mit dem Team BWT Lechner Racing im Porsche Supercup, im Folgejahr konnte er sich den Sieg in der Rennserie sichern.
Daneben ging er 2021 zu vereinzelten Rennen in der Intercontinental GT Challenge und der GT World Challenge Europe an den Start.